# Oeclidius carolus
Oeclidius carolus är en insektsart som beskrevs av Ball 1934. Oeclidius carolus ingår i släktet Oeclidius och familjen Kinnaridae. Inga underarter finns listade i Catalogue of Life.